# Coccobius varicornis
Coccobius varicornis is een vliesvleugelig insect uit de familie Aphelinidae. De wetenschappelijke naam is voor het eerst geldig gepubliceerd in 1881 door Howard.